# Éphèbe Westmacott
L'Éphèbe Westmacott est une copie de la sculpture de Polyclète Cinisco de Mantinea, datable de 450 av. J.-C. environ et connu uniquement par des copies ultérieures, dont la meilleure, qui donne également son nom au type, se trouve au British Museum de Londres.

## Histoire et description
Il représente la statue d'un jeune homme au corps certainement polyclétien. Mais l'ovale du visage et les cheveux typiques aplatis peuvent également être attribués à l'artiste argien. La jambe d'appui est la gauche, cas unique parmi les sculptures de Polyclète. La jambe droite est plutôt pliée et ramenée. La tête est également inclinée vers la droite, tandis que le bras gauche est au repos. Le rythme est donc inversé par rapport à celui du Doryphore. Cependant, c'est une œuvre qui ne semble pas concevable avant le Doryphore. L'hypothèse la plus accréditée propose de voir dans l'Ephèbe un vainqueur d'un concours de gymnastique qui se couronne. Des traces d'une couronne métallique seraient encore visibles dans une copie de la tête conservée à Londres. Cependant, il existe d'autres hypothèses : la main droite pourrait tenir un strigile ou un bandage lâche.
Entre autres, il a été proposé de reconnaître dans l'Ephèbe le jeune Kynìskos, vainqueur d'un concours de boxe à Olympie. Quant à la datation, il convient de rappeler que, probablement, les auteurs de la frise du Parthénon (datable entre 445 et 438) se sont inspirés de cette sculpture, certainement célèbre dans l'Antiquité.

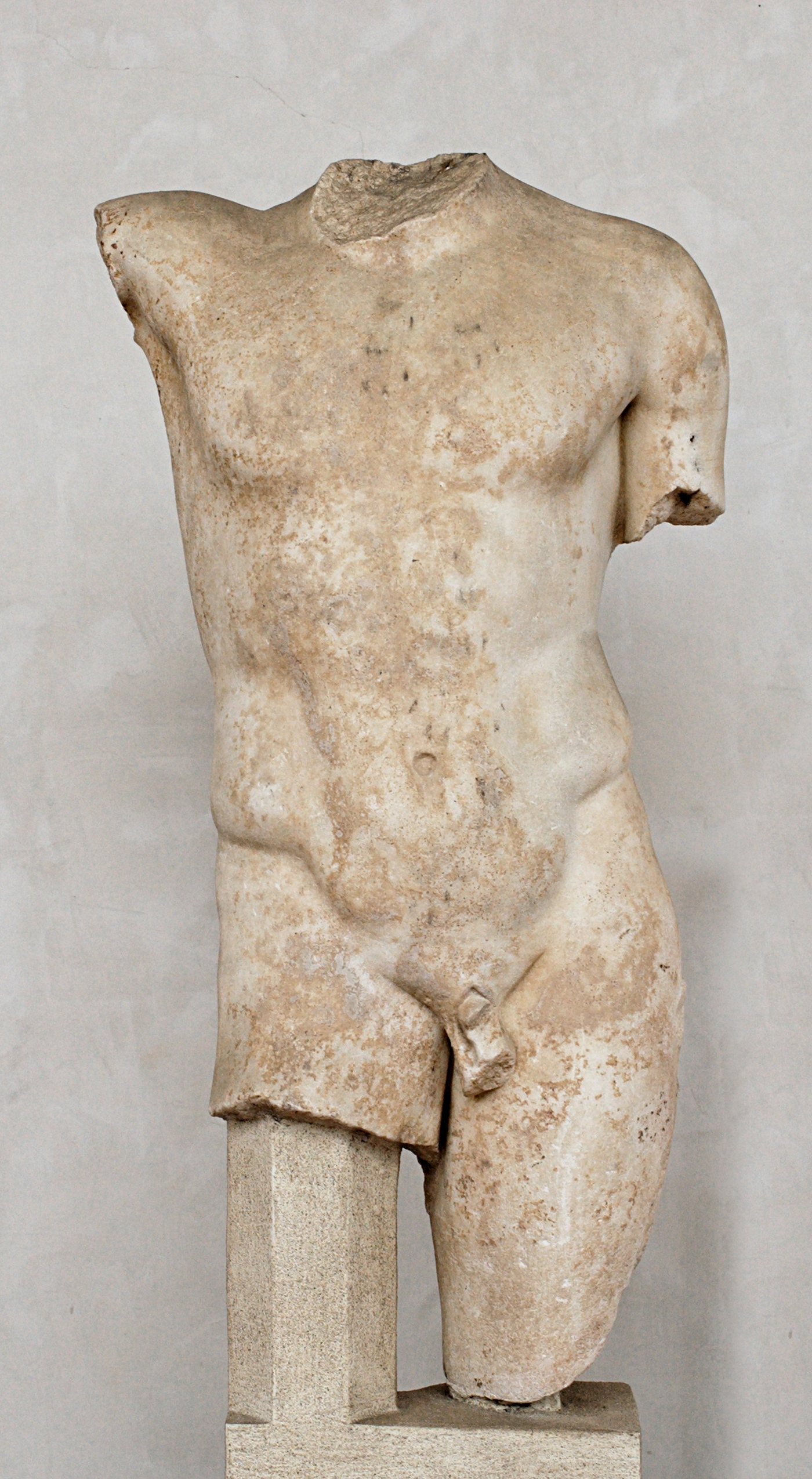
Un torse au Musée des Thermes de Dioclétien à Rome

## Source de traduction
- (it) Cet article est partiellement ou en totalité issu de l’article de Wikipédia en italien intitulé « Efebo Westmacott » (voir la liste des auteurs).